# We’ve Had Enough
We’ve Had Enough ist ein Song des US-amerikanischen Sängers Michael Jackson, der 2004 als Teil mehrerer bisher unveröffentlichter Songs auf dem Kompilationsalbum Ultimate Collection erschien.

## Entstehung
We’ve Had Enough wurde von Michael Jackson, Rodney Jerkins, LaShawn Daniels und Carole Bayer Sager geschrieben und von Jackson und Jerkins ursprünglich für Invincible produziert. 

## Inhalt
We’ve Had Enough setzt sich mit Kriegsverbrechen und Krieg insgesamt auseinander. Der Song erzählt die Schicksal von zwei Kindern, von denen je ein Elternteil von Soldaten ermordet wurde, und wie diese trauern. Der Song steigert sich musikalisch. Der zuerst metronomisch und starre Rhythmus wird mehrstimmiger, digital wird ein Echo eingefügt. Der Aufbau mit der gegen Ende plötzlichen Steigerung wurde mit Earth Song verglichen.

## Besetzung
- Komposition – Michael Jackson, Rodney Jerkins, LaShawn Daniels, Carole Bayer Sager
- Produktion – Michael Jackson, Rodney Jerkins
- Lead Vocals – Michael Jackson
- Schlagzeug – Gerald Hayward
- Tontechniker – Jean-Marie Horvat, Brad Gilderman, Harvey Mason Jr., Dexter Simmons, Bruce Swedien
- Assistierende Tontechniker – Tim Roberts, Tom Sweeney, Jeff Burns, Dave Ashton, Craig Durrance
- Digitale Bearbeitung – Stuart Brawley
- Streicher Arrangement – Jeremy Lubbock
- Background Vocals Arrangement – Betty Wright
- Pro Tools – John Hanes
- Mix – Serban Ghenea